# Manfalut
Manfalut (arabiska منفلوط, Manfalūt) är en stad i Egypten, och är den näst största staden i guvernementet Asyut. Folkmängden uppgår till cirka 100 000 invånare.